# باکاری ساکو
باکاری ساکو (فرانسوی: Bakary Sako‎؛ زادهٔ ۲۶ آوریل ۱۹۸۸) بازیکن فوتبال اهل مالی است که هم‌اکنون در کریستال پالاس بازی می‌کند.